# XXXIe siècle
Le XXXIe ou 31e siècle de l'ère commune commencera le 1er janvier 3001 et se terminera le 31 décembre 3100.
Il s'étendra entre les jours juliens 2 817 152,5 et 2 853 676,5,.

## Calendrier

### Types d'années
| Décennies | … 0 | … 1 | … 2 | … 3 | … 4 | … 5 | … 6 | … 7 | … 8 | … 9 |
| --------- | --- | --- | --- | --- | --- | --- | --- | --- | --- | --- |
| 300 …     | E   | D   | C   | B   | AG  | F   | E   | D   | CB  | A   |
| 301 …     | G   | F   | ED  | C   | B   | A   | GF  | E   | D   | C   |
| 302 …     | BA  | G   | F   | E   | DC  | B   | A   | G   | FE  | D   |
| 303 …     | C   | B   | AG  | F   | E   | D   | CB  | A   | G   | F   |
| 304 …     | ED  | C   | B   | A   | GF  | E   | D   | C   | BA  | G   |
| 305 …     | F   | E   | DC  | B   | A   | G   | FE  | D   | C   | B   |
| 306 …     | AG  | F   | E   | D   | CB  | A   | G   | F   | ED  | C   |
| 307 …     | B   | A   | GF  | E   | D   | C   | BA  | G   | F   | E   |
| 308 …     | DC  | B   | A   | G   | FE  | D   | C   | B   | AG  | F   |
| 309 …     | E   | D   | CB  | A   | G   | F   | ED  | C   | B   | A   |

## Évènements astronomiques prévus auXXXIesiècle
- 18 décembre 3089 : premier transit de Vénus qui ne fait pas partie d'une paire, le précédent ayant eu lieu le 23 novembre 1396 (premier contact à 17 h 39 UTC, deuxième contact à 17 h 55 UTC, troisième contact à 1 h 6 UTC, quatrième contact à 1 h 23 UTC ; 3e et 4e contacts le 19 décembre)[3].

## Liens avec la science-fiction
- Le dessin animé du XXe siècle Ulysse 31 est censé se passer durant ce XXXIe siècle (d'où ce numéro à la fin de son titre), bien qu'inspiré d'aventures du héros grec mythologique Ulysse attribuées à l'aède Homère dans son Odyssée (œuvre datée de la fin du VIIIe siècle av. J.-C. environ, au plus tard, puisque l'historicité de certains passages semble renvoyer vers des faits encore plus reculés dans le temps) ; odyssée transposée au XXXIe siècle encore bien "fictif" aux XXe et XXIe siècles après J.-C., presque autant qu'au VIIIe siècle av. J.-C..
- D'après le Maestro du passé dans l'épisode 17 d'il était une fois l'espace, les évènements de la série se dérouleraient mille ans après son départ de la Terre en 2023, soit en 3023.
- La série Futurama se passe entre 3000 (dernière année du XXXe siècle) et 3012.
- Le film d'animation Titan A.E. se déroule entre l'année 3028 et 3043.
- Dans l'univers DC Comics, la légion des super-héros vit à cette époque.